# Southeast McKenzie, Bắc Dakota
Southeast McKenzie là một lãnh thổ chưa tổ chức thuộc quận McKenzie, tiểu bang Bắc Dakota, Hoa Kỳ. Năm 2010, dân số của nơi này là 234 người.